# Staré Velké Bulharsko
Staré Velké Bulharsko nebo Onogurský chanát (bulharsky Стара Велика България, řecky Η παλαιά μεγάλη Βουλγαρία) byl historický státní útvar, v letech 632–668, který se rozkládal mezi řekou Dněstrem, dolním tokem Volhy a zasahoval též na Krymský poloostrov. Vznikl konsolidaci několika protobulharských kmenů, v jejichž čele stál kmen Ogurů (Onogurové). Jeho zakladatelem byl chán Kuvrat a obyvateli byli Protobulhaři s jejich jednotlivými kmeny a také neprotobulharské polousedlé místní kmeny (hlavně ugričtí Pramaďaři a sarmatští Alani), které byly v tom čase podřízené Avarské a Západoturkucké říši.

## Historické dělení Protobulharů
Do 8. století byli Protobulhaři a příbuzensky blízké národy rozděleni do čtyř velkých skupin.

1. První skupinu tvořili Dunajští Protobulhaři.
2. Druhou skupinou byli Černí Protobulhaři, čili západní Protobulhaři na Ukrajině. Do této doby jejich stát prošel několika fázemi: knížectvími Altınoba a Duloba, říší Velkého Bulharska (Onogurie) a královstvím Kara Bulgar (683-855).
3. Třetí skupinou byli dagestánští Protobulhaři anebo Burdžané. Jejich stát se vyvinul do formy knížectví.
4. Čtvrtá skupina, úzce propojená s protobulharskými Utigy, kteří od 1. století žili v regionu středního Itilu (Volha), byli Buljaři. Založili stát který se také vyvinul do formy knížectví. Vazalem Velkého Bulharska se stalo nejprve Buljarské knížectví a později království Kara Bulgar.

## Vývoj před utvořením prabulharského státu

### Asie
Původní kmeny Prabulharů byly pravděpodobně turkické větve Onogurů, Tie-leského → Čı-leského (Tieleové) původu, o čemž se zmiňují Orchonské runové texty (v Mongolsku), a taky čínské kroniky, v nichž jejich označení nese název Pu-ku-chun (Bul-gar-chun) (Hunobulhaři).

### Evropa
Prabulharské kmeny původně sídlily na sever od Kavkazu, poté se postupně přesunuly zejména do oblasti kolem Azovského moře, Předkavkazí a poříčí Dněpru a Dněstru. Již ve svém původním domově se Hunobulhaři (Prabulhaři) rozdělily na dva kmeny – Utigury a Kutrigury. Tyto dva kmeny mezi sebou často soupeřily. V 6. století zasáhli do vývoje tohoto etnika Avaři, kteří porazili Utigury a poté společně s Kutrigury táhli dál na západ do panonské nížiny. Utigurové poté kolem roku 570 upadli do závislosti na Západoturkuckém kaganátu s centrem v dnešním Turkestánu (Kaspické moře). Ten se ale létech 628–630 rozpadl a utigurské kmeny se opět osamostatnily. Někdy v této době začali Utigurové znovu zvát sami sebe původním jménem Bulhaři. Prabulharské kmeny se poté sjednocují pod vládou chána Kuvrata (Hunobulharské historické názvy: Kurt, Kur-bat) do prvního státu známého jako Velké Bulharsko (latinsky Magna Bulgaria). Jejich složení je neznámé, a prameny se zmiňují pouze o kmenových názvech Čakarar, Kubiar, Kürijer, a jména klanů Tulo (Dulo), Ukil, Ermijar, Ugain a Duar.

## Kuvratova vláda
Největší rozkvět zažilo Velké Bulharsko za chána Kuvrata, který prožil část svého života v Byzantské říši. Zde získal řecké vzdělání a během svého pobytu přijal i křesťanskou víru. Po svém nástupu na trůn skoncoval Kuvrat za pomoci Byzance s avarskou nadvládou a dokázal uhájit svoji pozici i proti Západoturkucké říši na východě. To se podařilo v letech 630 až 635 hlavně díky sjednocení prabulharských kmenů do silné aliance, která byla dost mocná na to, aby si zajistila svoji existenci bez závislosti na ostatních státech. Hlavním městem říše bylo pravděpodobně město Fanagorie na Tamanském poloostrově. Po smrti Kuvrata se stal chánem nejstarší z jeho synů Batbajan.

## Úpadek a podrobení Chazary

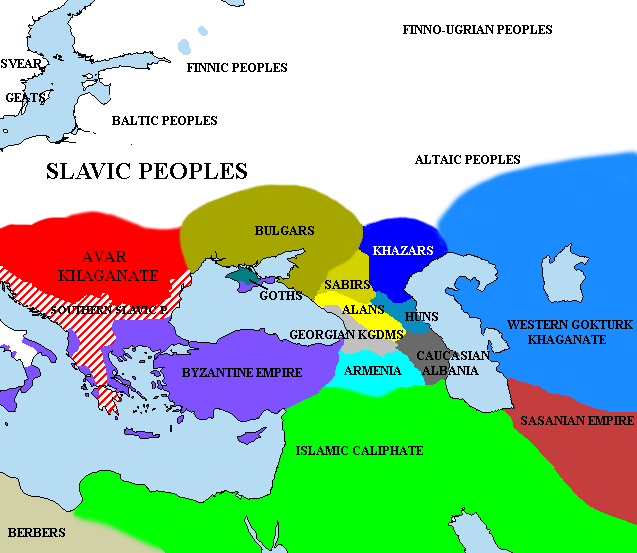
Velké Bulharsko s okolními státy kolem roku 650

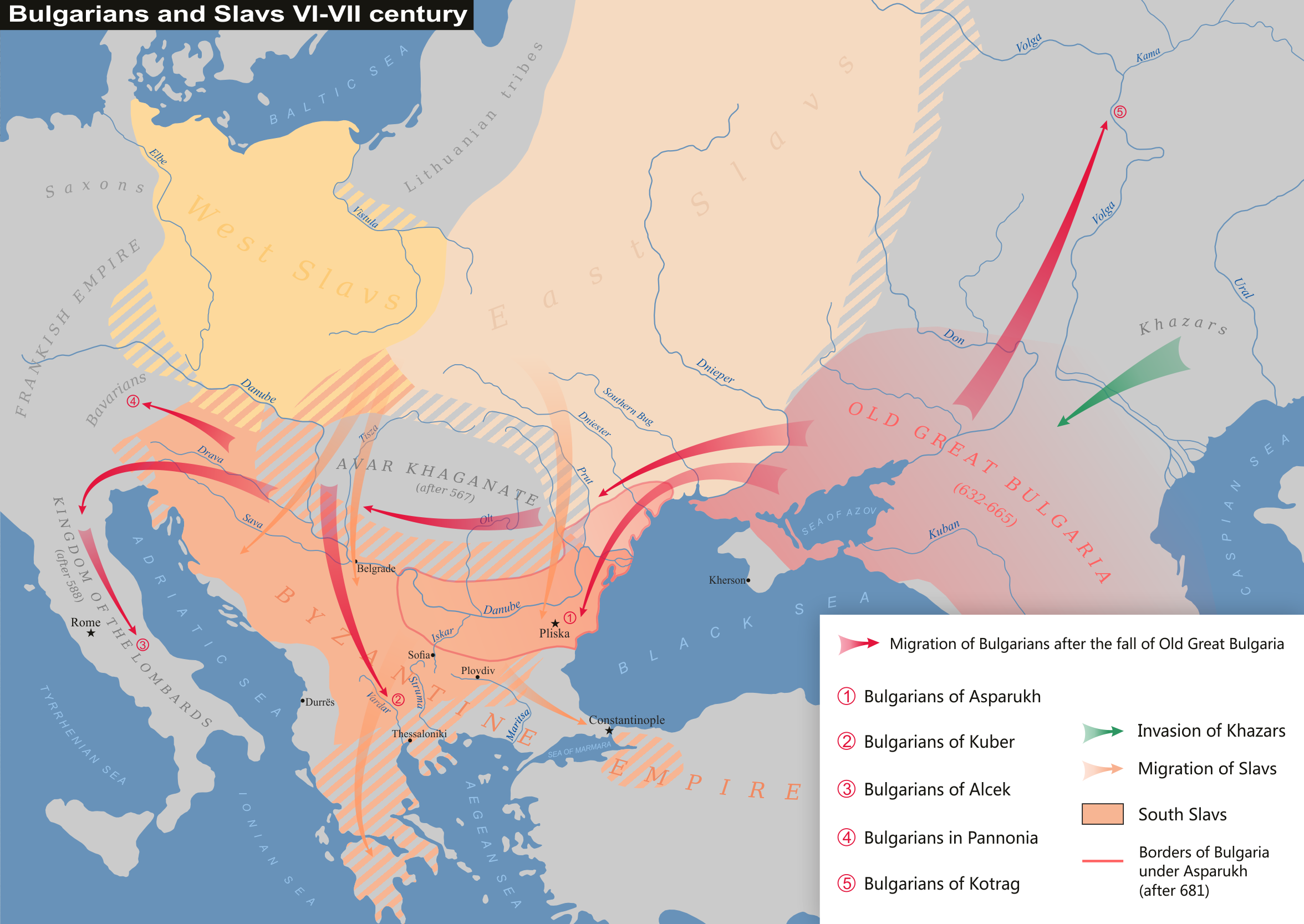
Migrace Protobulharů po rozpadu Velkého Bulharska

Záhy po smrti svého otce se ostatní synové začali bouřit. Onogurie, zmítaná v boji o moc, se pak stala snadným terčem Chazarské expanze (668). Rozdělené kmeny, které byly dále vytlačovány Chazary ze svého území, hledaly nová místa, kde se usadit.
Prabulhaři, vedení Bojanem (Batbajan), nazývaní též Černí Bulhaři, se pravděpodobně stáhli na Krym, kde později splynuli s Tatary. Existuje teorie, která tvrdí, že potomci Batbajanovy hordy jsou dnešní Balkaři, tedy turkický národ žijící na Kavkaze.[zdroj?]
Část Prabulharů se pod vedením Kotraga (pravděpodobně mohlo jít o dalšího syna, ale jeho existence není prokázána) vydala proti proudu řeky na sever, usadila se u řeky Volhy a vytvořila tam pozdější stát volžských Prabulharů.
Asi nejslavnější z Kuvratových synů Asparuch vedl více než sto tisíc Prabulharů na Balkán a po dobytí Dobrudžy a Moesie zde založil první bulharskou říši.
Posledním z Kuvratových synů byl Kuber, který se usadil pravděpodobně v dnešní Severní Makedonii či východní Albánii. Také tito Prabulhaři se rychle včlenili do slovanské společnosti a během sto let přijali i zdejší slovanský jazyk.